# Essentiella ämnen
Essentiella ämnen är livsnödvändiga ämnen som en organism inte kan producera själv. För växters del måste dessa finnas i jorden och djur måste få dem via kosten.
Ämnena är inte desamma för alla djur, exempelvis är C-vitamin ett essentiellt ämne för människor men inte för ett flertal andra djur.
För människan är de essentiella ämnena cirka nio aminosyror, cirka två fettsyror, tretton vitaminer och fjorton mineraler.